# Lagos (général macédonien)
Pour les articles homonymes, voir Lagos (homonymie).
Lagos (en grec ancien Λαγός / Lagós) est un officier macédonien qui a vécu au IVe siècle av. J.-C. Il est le père de Ptolémée Ier, fondateur de la dynastie lagide qui tire son nom de son patronyme.

## Biographie
Originaire d'Éordée, Lagos aurait des origines modestes. Il devient officier dans l'armée macédonienne et épouse Arsinoé, une concubine de Philippe II, roi de Macédoine et père d'Alexandre le Grand. Selon Pausanias, certains Macédoniens affirment qu'Arsinoé est déjà enceinte de Philippe au moment de son mariage avec Lagos ; ils considèrent ainsi Ptolémée comme le demi-frère d'Alexandre. Il est probable toutefois qu'il s'agisse là d'une légende destinée à grandir l'image de la dynastie des Ptolémées. Lagos a eu un deuxième fils, Ménélaos. 
Lagos épouse plus tard Antigone, nièce d'Antipater, dont la fille Bérénice Ire, issue d'un premier mariage, épouse par la suite Ptolémée.